# Louis Fauquemberghe
Louis Fauquemberghe, né le 20 octobre 1910 à Dunkerque et mort le 6 décembre 2002 à Villiers-sur-Marne, est un arbitre français de football des années 1940 et 1950. Il officia en première division française de 1945 à 1961. Il fut affilié à Paris.

## Carrière
Il a officié dans des compétitions majeures : 
- Coupe de France de football 1954-1955 (finale)
- Coupe Charles Drago 1960 (finale)
- Championnat d'Afrique du Nord de football 1953-1954 (finale)
- Coupe d'Afrique du Nord de football 1954-1955 (finale)